# جيك براون (لاعب كرة قاعدة)
جيك براون (بالإنجليزية: Jake Brown)‏ هو لاعب كرة قاعدة أمريكي، ولد في 22 مارس 1948 في سومرال في الولايات المتحدة، وتوفي في 18 ديسمبر 1981 في هيوستن في الولايات المتحدة بسبب ابيضاض الدم.

## وصلات خارجية
- جيك براون على موقع دوري كرة القاعدة الرئيسي (الإنجليزية)
- جيك براون على موقعبيزبول رفرنس.كوم (الدوري الرئيسي) (الإنجليزية)